# ريتشارد جيبس
ريتشارد جيبس (بالإنجليزية: Richard Gibbs)‏ هو مؤلف موسيقى تصويرية وملحن أمريكي، ولد في 5 ديسمبر 1955 في بيه فيليج في الولايات المتحدة.

## وصلات خارجية
- ريتشارد جيبس على موقع IMDb (الإنجليزية)
- ريتشارد جيبس على موقع ميوزك برينز (الإنجليزية)
- ريتشارد جيبس على موقع أول ميوزيك (الإنجليزية)
- ريتشارد جيبس على موقع ديسكوغز (الإنجليزية)
- ريتشارد جيبس على موقع قاعدة بيانات الفيلم (الإنجليزية)